# Podocominae
Podocominae  G.L. Nesom, 1994  è una sottotribù di piante spermatofite dicotiledoni appartenenti alla famiglia delle Asteraceae (sottofamiglia Asteroideae, tribù Astereae). Attualmente (2024) questa sottotribù è un sinonimo della sottotribù Baccharidinae

## Etimologia
Il nome della sottotribù deriva dal suo genere Podocoma  Cass., 1817 la cui etimologia a sua volta deriva da due parole greche: "podo" (= piede, gambo, estremità) è "coma" (= chioma, peloso, piumato, frondoso).
ll nome scientifico della sottotribù è stato definito per la prima volta dal botanico contemporaneo Guy L. Nesom (1945 -) nella pubblicazione "Phytologia; Designed to Expedite Botanical Publication. New York - 76: 209-210. 1994" del 1994.

## Descrizione
Le specie di questa sottotribù hanno un ciclo biologico annuale o perenne con un habitus di tipo erbaceo. Spesso con superfici ghiandolose-punteggiate.
Le foglie lungo il caule sono disposte in modo alterno; le lamine sono intere, dentate o divise.
Le infiorescenze sono formate da capolini per lo più solitari, oppure in alcuni generi sono in formazioni panicolate o corimbose. I capolini sono formati da un involucro composto da diverse brattee (o squame) disposte in modo embricato che fanno da protezione al ricettacolo sul quale sono inseriti due tipi di fiori: i fiori del raggio ligulati e i fiori del disco tubulosi. Le brattee dell'involucro sono di tipo erbaceo con bordi leggermente cigliati. Il ricettacolo è piano-convesso e senza pagliette di protezione alla base di fiori.
I fiori sono tetra-ciclici (ossia sono presenti 4 verticilli: calice – corolla – androceo – gineceo) e pentameri (ogni verticillo ha in genere 5 elementi). In particolare i fiori ligulati esterni sono femminili e fertili, e i fiori centrali tubulosi sono ermafroditi o in alcuni casi funzionalmente maschili. I fiori del raggio sono disposti su 2 – 3 serie.
Formula fiorale: per queste piante viene indicata la seguente formula fiorale:
* K 0/5, C (5), A (5), G (2), infero, achenio
Calice: i sepali del calice sono ridotti ad una coroncina di squame.
Corolla: le corolle sono colorate di bianco o azzurrognolo (giallo nel genere Kippistia) ed hanno i lobi avvolgenti.
Androceo:  l'androceo è formato da 5 stami con dei filamenti liberi; le antere invece sono saldate fra di loro e formano un manicotto che circonda lo stilo.
Gineceo: il gineceo ha uno stilo in genere filiforme. Le appendici (stigmi) dello stilo dei fiori del disco hanno una forma da lineare a lanceolata con linee stigmatiche marginali e molto lunghe. La superficie degli stigmi è papillosa. L'ovario è infero uniloculare formato da 2 carpelli.
I frutti sono degli acheni con due nervature longitudinali; la forma è compressa e spesso l'achenio termina con un collo o un becco; la sua superficie alle estremità può essere ghiandolare o provvista di setole a punta senza la forma di ancora. Il pappo è formato da setole disposte su 2 – 3 serie (spesso la serie più esterna è formata da setole più brevi).

## Distribuzione e habitat
L'habitat delle piante di questa sottotribù è relativo alle zone tropicali e subtropicali. Le specie di questo gruppo sono distribuire soprattutto in America del Sud e Australia. Nella tabella sottostante sono indicate in dettaglio le distribuzioni relative ai vari generi della sottotribù.

## Tassonomia
La famiglia di appartenenza di questo gruppo (Asteraceae o Compositae, nomen conservandum) è la più numerosa del mondo vegetale, comprende oltre 23000 specie distribuite su 1535 generi (22750 specie e 1530 generi secondo altre fonti). La sottofamiglia Asteroideae è una delle 12 sottofamiglie nella quale è stata suddivisa la famiglia Asteraceae, mentre Astereae è una delle 21 tribù della sottofamiglia. La tribù Astereae a sua volta è suddivisa in 18 sottotribù (Podocominae è una di queste). 

Il numero cromosomico delle specie di questo gruppo è: 2n = 18.

### Filogenesi

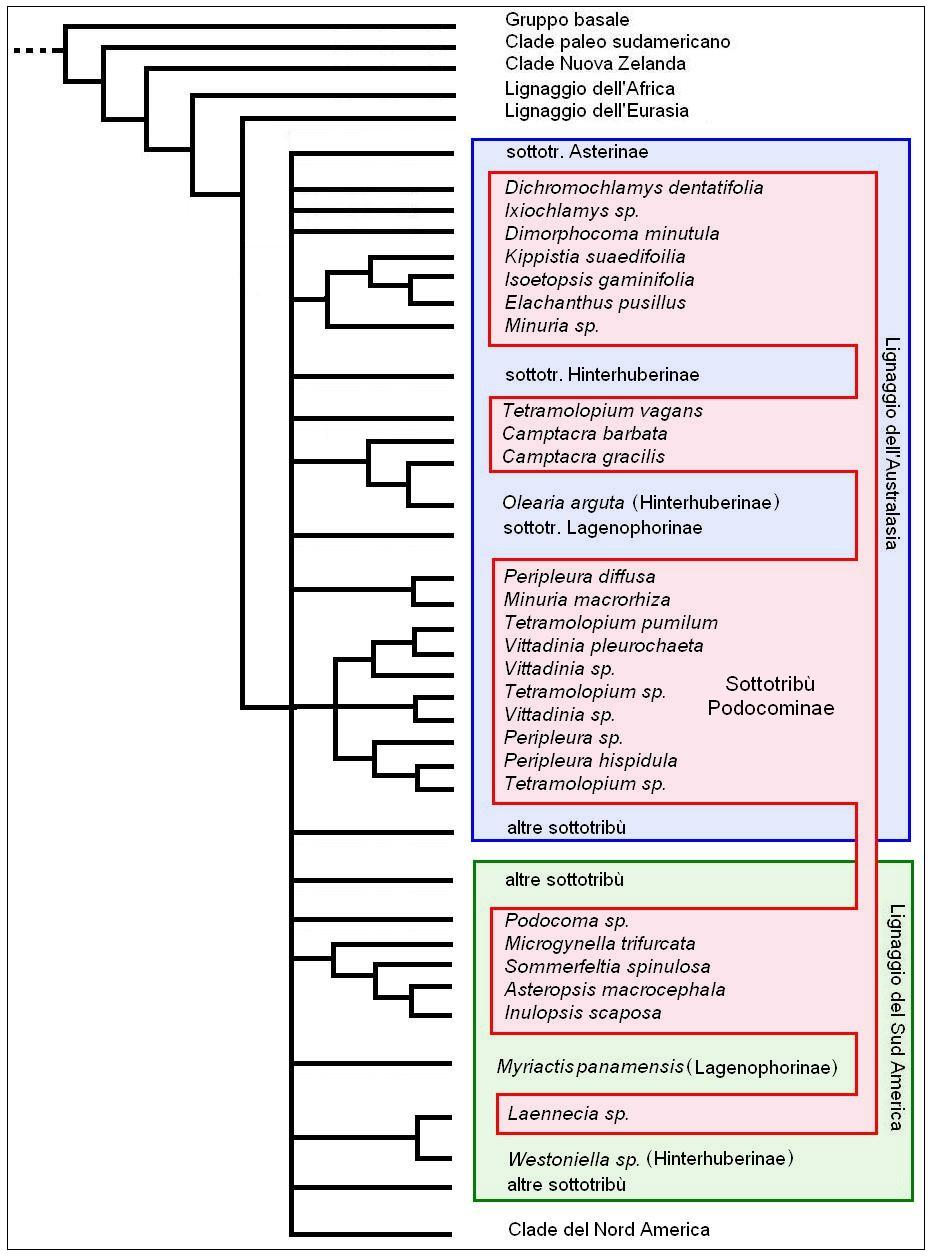
Cladogramma della sottotribù

Secondo gli ultimi studi la tribù Astereae è suddivisa in più linee filogenetiche (lignaggi o gruppi) e/o cladi: (1) gruppo basale (per lo più lignaggio africano, ma anche eurasiatico), (2) clade paleo-sudamericano, (3) clade della Nuova Zelanda, (4) lignaggio dell'Australasia, (5) lignaggio del Sudamerica, (6) clade nordamericano. La sottotribù Podocominae è relativa sia al lignaggio dell'Australasia che al lignaggio del Sudamerica.
Alcuni studi filogenetici sia di tipo molecolare che morfologico hanno evidenziato la non monofilia di questa sottotribù. In particolare le analisi filogenetiche sui dati molecolari non confermano le relazioni morfologiche tra i taxa sud americani e quelli australiani. Solamente alcuni gruppi come l'insieme di Asteropsis, Inulopsis, Microgynella  e Sommerfeltia hanno dimostrato uno stretto collegamento tra di essi. Sembra quindi che per il momento questa sottotribù sia stata costruita su omoplasie morfologiche, ossia su caratteri analoghi in quanto non hanno un'origine comune ma condividono la stessa funzione. Sono necessari quindi ulteriori studi per migliorare la conoscenza di questo gruppo.
Il cladogramma a lato (tratto dallo studio citato e semplificato) dimostra la struttura filogenetica della sottotribù.

### Composizione della sottotribù
La sottotribù  comprende 18 generi e circa 130 specie.
| Genere                                       | N. specie                                             | Distribuzione                    |
| -------------------------------------------- | ----------------------------------------------------- | -------------------------------- |
| Asteropsis Less., 1832                       | 1 sp. Asteropsis macrocephala Less.                   | Brasile e Uruguay                |
| Camptacra N.T. Burb., 1982                   | 2 spp.                                                | Australia                        |
| Dichromochlamys Dunlop, 1980                 | 1 sp. Dichromochlamys dentatifolia (F. Muell.) Dunlop | Australia                        |
| Dimorphocoma F. Muell. & Tate, 1883          | 2 spp.                                                | Australia                        |
| Elachanthus F. Muell., 1853                  | 2 spp.                                                | Australia                        |
| Inulopsis (DC.) O. Hoffm., 1890              | 4 spp.                                                | Brasile, Paraguay e Bolivia      |
| Iotasperma G.L. Nesom., 1994                 | 2 spp.                                                | Australia                        |
| Isoetopsis Turcz., 1851                      | 1 sp. Isoetopsis graminifolia Turcz.                  | Australia                        |
| Ixiochlamys F. Muell. & Sond. ex Sond., 1853 | 4 spp.                                                | Australia                        |
| Kippistia F. Muell., 1858                    | 1 sp. Kippistia suaedifolia F. Muell.                 | Australia                        |
| Laennecia Cass., 1822                        | 17 spp.                                               | USA, Messico e Ande              |
| Microgynella Grau, 1975                      | 1 sp. Microgynella trifurcata (Less.) Grau            | Brasile, Argentina e Uruguay     |
| Minuria DC., 1836                            | 10 spp.                                               | Australia                        |
| Peripleura (N.T. Burb.) G.L. Nesom, 1994     | 9 spp.                                                | Australia                        |
| Podocoma Cass., 1817                         | ca. 9 spp.                                            | Sud America                      |
| Sommerfeltia Less., 1832                     | 2 spp.                                                | Brasile, Uruguay e Argentina     |
| Tetramolopium Lees, 1832                     | 38 spp.                                               | Nuova Guinea, Australia e Hawaii |
| Vittadinia A. Rich., 1832                    | 20 spp.                                               | Australia                        |

### Chiave per i generi
Per meglio comprendere ed individuare i vari generi della sottotribù l'elenco seguente utilizza il sistema delle chiavi analitiche.
- PRIMA SEZIONE: specie a distribuzione americana;

- Gruppo 1A: gli acheni sono provvisti distintamente di un collo o di un becco;

- Gruppo 2A: l'indumento delle piante è di tipo aracnoide (ragnateloso); le foglie cauline si sovrappongono densamente; i capolini sono ampi da 20 a 35 mm; il gineceo dei fiori del disco è sterile;

genere Asteropsis
- Gruppo 2B: l'indumento delle piante è glabro, oppure formato da peli ispidi, ma non aracnoidi; le foglie basali sono talvolta persistenti; le foglie cauline sono largamente disposte lungo gli internodi; i capolini sono più piccoli (da 7 a 15 mm) in ampiezza; sono solitari o su rami laterali in posizione terminale; il gineceo dei fiori del disco è fertile;

genere Podocoma
- Gruppo 1B: la parte apicale degli acheni è troncata o arrotondata ed è priva di un collo o becco;

- Gruppo 3A: la consistenza delle foglie è erbacea, non rigida; la lamina è a forma oblanceolata intera, oppure seghettata, oppure pennata;

- Gruppo 4A: le foglie sono tutte basali, oppure alcune basali e le rimanenti cauline ma in posizione inferiore; le infiorescenze sono formate da capolini solitari o su rami laterali in posizione terminale; il gineceo dei fiori del disco è sterile; gli acheni sono privi di ghiandole;

genere Inulopsis
- Gruppo 4B: le foglie sono principalmente cauline, quelle basali in alcune specie sono persistenti; i capolini sono disposti su peduncoli fogliacei; il gineceo dei fiori del disco è fertile; gli acheni sono ghiandolosi;

genere Laennecia
- Gruppo 3B: la consistenza delle foglie è rigida; la forma della lamina è lineare intera, oppure triforcata all'apice, oppure pennata;

- Gruppo 5A: le foglie sono sessili con superficie punteggiata-ghiandolare, o anche di tipo aracnoide; il gineceo dei fiori del disco è fertile;

genere Microgynella
- Gruppo 5B: i piccioli e le foglie sono densamente provviste di peli stipitato-ghiandolari, ma non di tipo aracnoide; il gineceo dei fiori del disco è sterile;

genere Sommerfeltia
- SECONDA SEZIONE: specie a distribuzione australiana;

- Gruppo 1A: gli acheni sono provvisti di piccoli colli o lunghi becchi;

- Gruppo 2A: gli acheni sono provvisti di un lungo e filiforme becco; il ricettacolo è piatto o quasi; l'involucro è riflesso dopo la fruttificazione;

genere Ixiochlamys
- Gruppo 2B: gli acheni sono provvisti di un breve collo;

- Gruppo 3A: gli acheni alla base sono provvisti di un rilievo ridotto, densamente pubescente per rigidi peli appressati;

genere Vittadinia (alcune specie)
- Gruppo 3B: gli acheni alla base non sono provvisti di un rilievo e la pubescenza è omogenea su tutta la superficie;

- Gruppo 4A: gli acheni sono lunghi 2 mm con un breve ma ampio collo; il pappo è formato da diverse setole disposte su due serie (quella esterna è inferiore a quella interna); le brattee dell'involucro sono incurvate dopo la fruttificazione;

genere Dichromochlamys
- Gruppo 4B: gli acheni sono lunghi 1 mm con un breve e stretto collo; le setole del pappo sono disposte su un'unica serie; le brattee dell'involucro non sono mai incurvate;

genere Iotasperma
- Gruppo 1B: la parte apicale degli acheni è troncata o arrotondata ed è priva di un collo o becco;

- Gruppo 5A: gli acheni normalmente sono provvisti di 2 o più nervi frontali disposti tra i nervi laterali (i nervi frontali sono assenti in 6 specie del genere Vittadinia);

- Gruppo 6A: gli acheni alla base sono provvisti di un rilievo ridotto, densamente pubescente per rigidi peli appressati;

genere Vittadinia (alcune specie)
- Gruppo 6B: gli acheni sono stretti con una forma oblunga, obovata o oblanceolata senza che alla base siano provvisti di un rilievo e con la pubescenza omogenea su tutta la superficie;

- Gruppo 7A: il gineceo dei fiori del disco è fertile; gli acheni normalmente sono provvisti di tre paia di nervi frontali; l'habitus di queste piante è erbaceo con rizoma legnoso;

genere Camptacra
- Gruppo 7B: il gineceo dei fiori del disco è sterile; gli acheni fertili sono provvisti di un paio nervi frontali (raramente assenti); l'habitus di queste piante è arbustivo o sub arbustivo con basi legnose;

genere Tetramolopium
- Gruppo 5B: gli acheni sono provvisti solamente di un paio di nervi laterali di spessore variabile (a volte sono assenti);

- Gruppo 8A: gli acheni alla base sono provvisti di un rilievo ridotto, densamente pubescente per rigidi peli appressati;

genere Vittadinia (alcune specie)
- Gruppo 8B: gli acheni alla base non sono provvisti di un rilievo e la pubescenza è omogenea su tutta la superficie;

- Gruppo 9A: il gineceo dei fiori del disco è fertile; il pappo sia dei fiori del disco che del raggio è simile;

- Gruppo 10A: i fiori del raggio hanno le corolle gialle e il gineceo spesso sterile; le corolle dei fiori del disco sono tetramere; gli acheni all'apice sono normalmente troncati con un ampio pappo;

genere Kippistia
- Gruppo 10B: i fiori del raggio hanno le corolle bianche o azzurrognole e il gineceo è fertile; le corolle dei fiori del disco sono pentamere; gli acheni all'apice sono arrotondati con uno stretto pappo;

genere Peripleura
- Gruppo 9B: il gineceo dei fiori del disco è sterile; il pappo dei fiori del disco differisce da quello dei fiori del raggio;

- Gruppo 11A: le corolle dei fiori del disco hanno 5 lobi; il pappo degli acheni dei fiori del raggio ha le setole tutte della stessa lunghezza; il pappo degli acheni dei fiori del disco ha le setole di diversa lunghezza, o sono mescolate a delle brevi scaglie;

genere Minuria
- Gruppo 11B: le corolle dei fiori del disco hanno 3 – 4 lobi; il pappo degli acheni dei fiori del raggio è formato da scaglie o scaglie frammiste a setole; il pappo degli acheni dei fiori del disco è composto solamente da setole; il gineceo dei fiori del disco è sterile;

- Gruppo 12A: il contorno della lamina delle foglie è oblanceolato; il pappo degli acheni dei fiori del raggio è formato da scaglie frammiste a setole;

genere Dimorphocoma
- Gruppo 12B: il contorno della lamina delle foglie è lineare; il pappo degli acheni dei fiori del raggio è formato da scaglie;

- Gruppo 13A: l'habitus delle piante è erbaceo con portamento eretto e decombente; le piante sono provviste di foglie cauline; le infiorescenze sono formate da capolini terminali solitari; le scaglie del pappo dei fiori del raggio hanno una forma lanceolata;

genere Elachanthus
- Gruppo 13B: l'habitus della pianta è sessile con un grappolo di foglie; le infiorescenze sono formate da grappoli di capolini disposti tra le foglie basali; le scaglie del pappo degli acheni dei fiori del raggio hanno una forma ampiamente obovata;

genere Isoetopsis

## Alcune specie

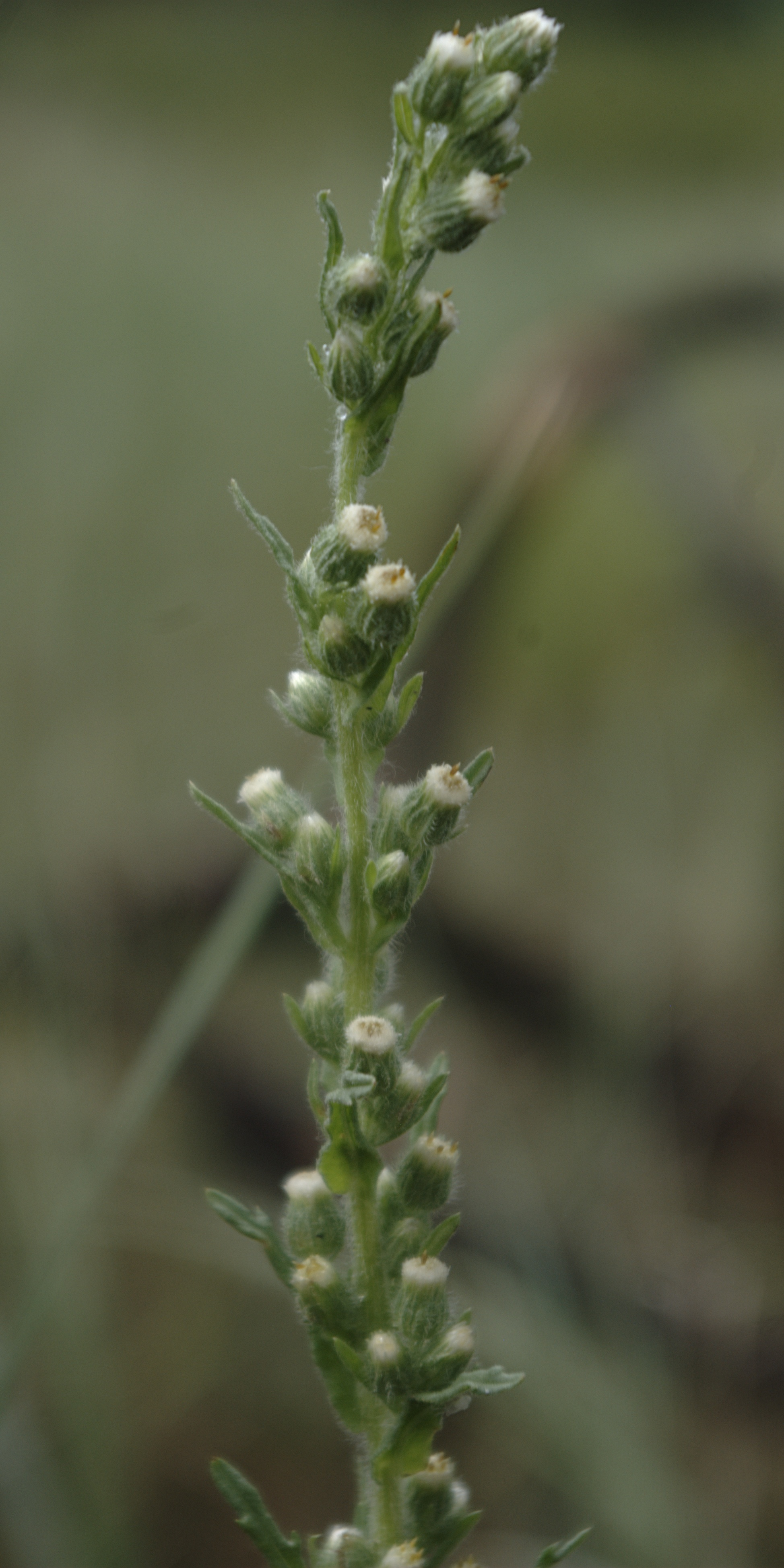
Laennecia coulteri
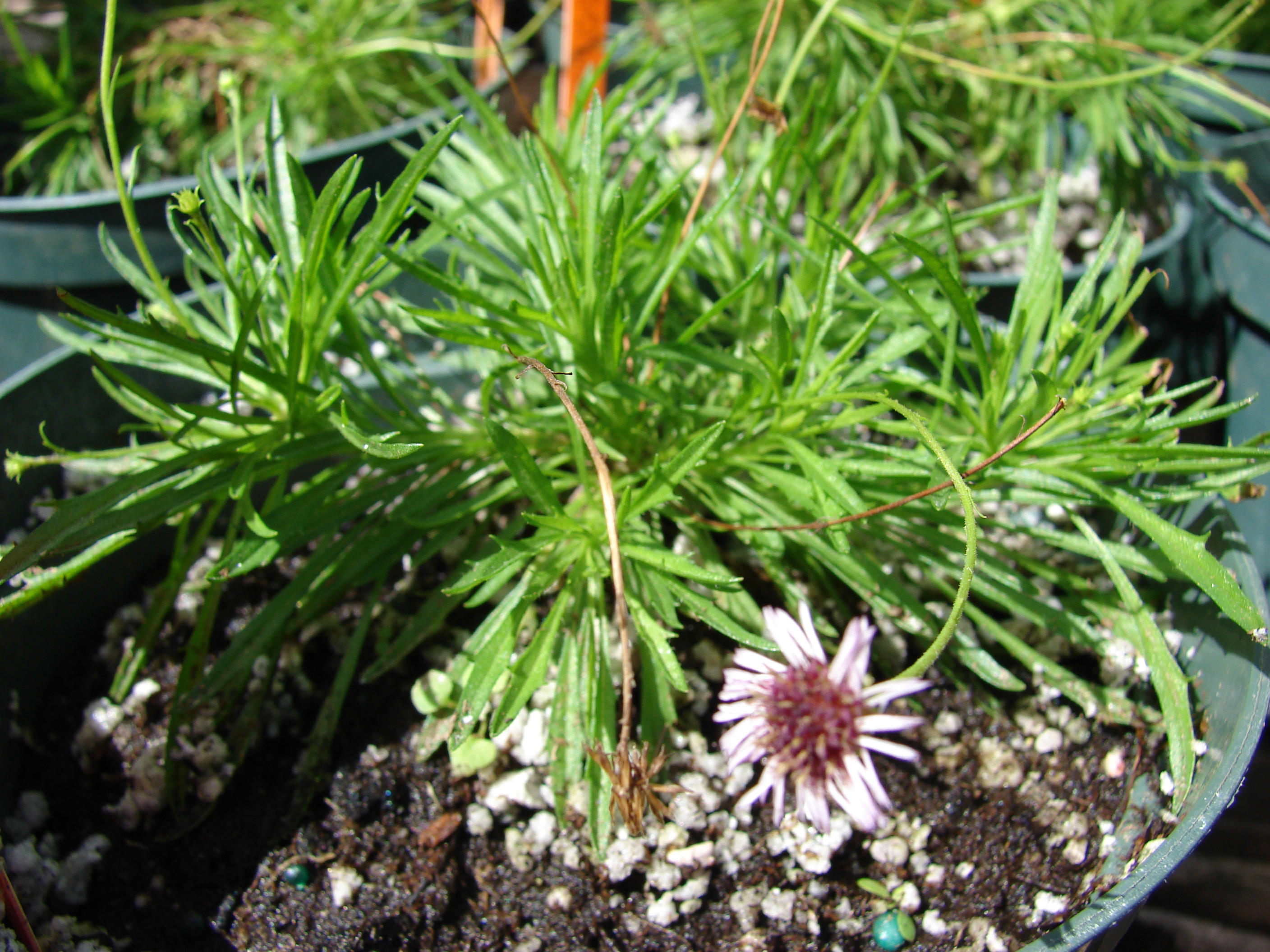
Tetramolopium filiforme